# 弗倫迪科納 (印第安納州)
弗倫迪科納（英語：Friendly Corner）是位於美國印第安納州格蘭特縣的一個非建制地區。該地的面積和人口皆未知。